# Aek Nabara Jae
Aek Nabara Jae is een bestuurslaag in het regentschap Padang Lawas van de provincie Noord-Sumatra, Indonesië. Aek Nabara Jae telt 251 inwoners (volkstelling 2010).